# Hirshabelle

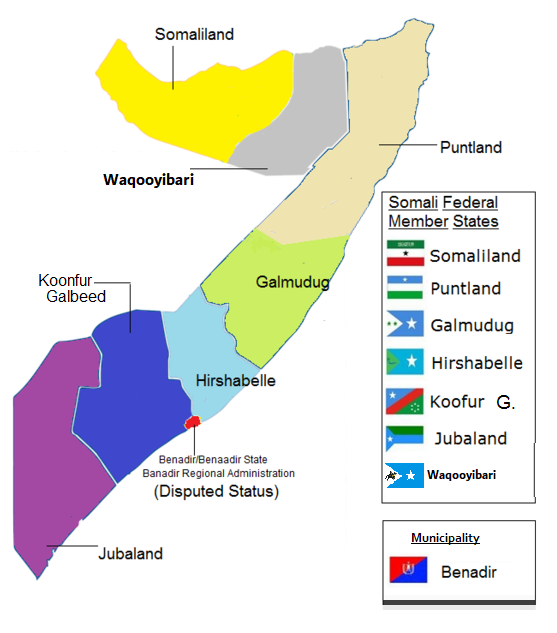
Somalie, début du XXIe siècle.

Hirshabelle (en arabe : Dowlad Goboleedka Hirshabeele ee Soomaaliya ; en arabe : ولاية هيرشابيل الصومال, Wilāyat hirshabeele aṣ-Ṣūmāl) est un État de la République fédérale de Somalie.

## Histoire
C'est un État de la République fédérale de Somalie depuis la modification des entités territoriales de 2016.